# Gomlumannatindur
Gomlumannatindur è una montagna alta 703 metri sul mare situata sull'isola di Eysturoy, la seconda per estensione dell'arcipelago delle Isole Fær Øer, in Danimarca.
È la quarantatreesima montagna, per altezza, dell'intero arcipelago, e la quattordicesima, sempre per altezza, dell'isola.
Condivide la stessa altezza con altre due montagne dell'arcipelago: Víkartindur e Suður á Nakki.

L'altezza riportata sulla mappa è di 783 metri, probabilmente un errore.

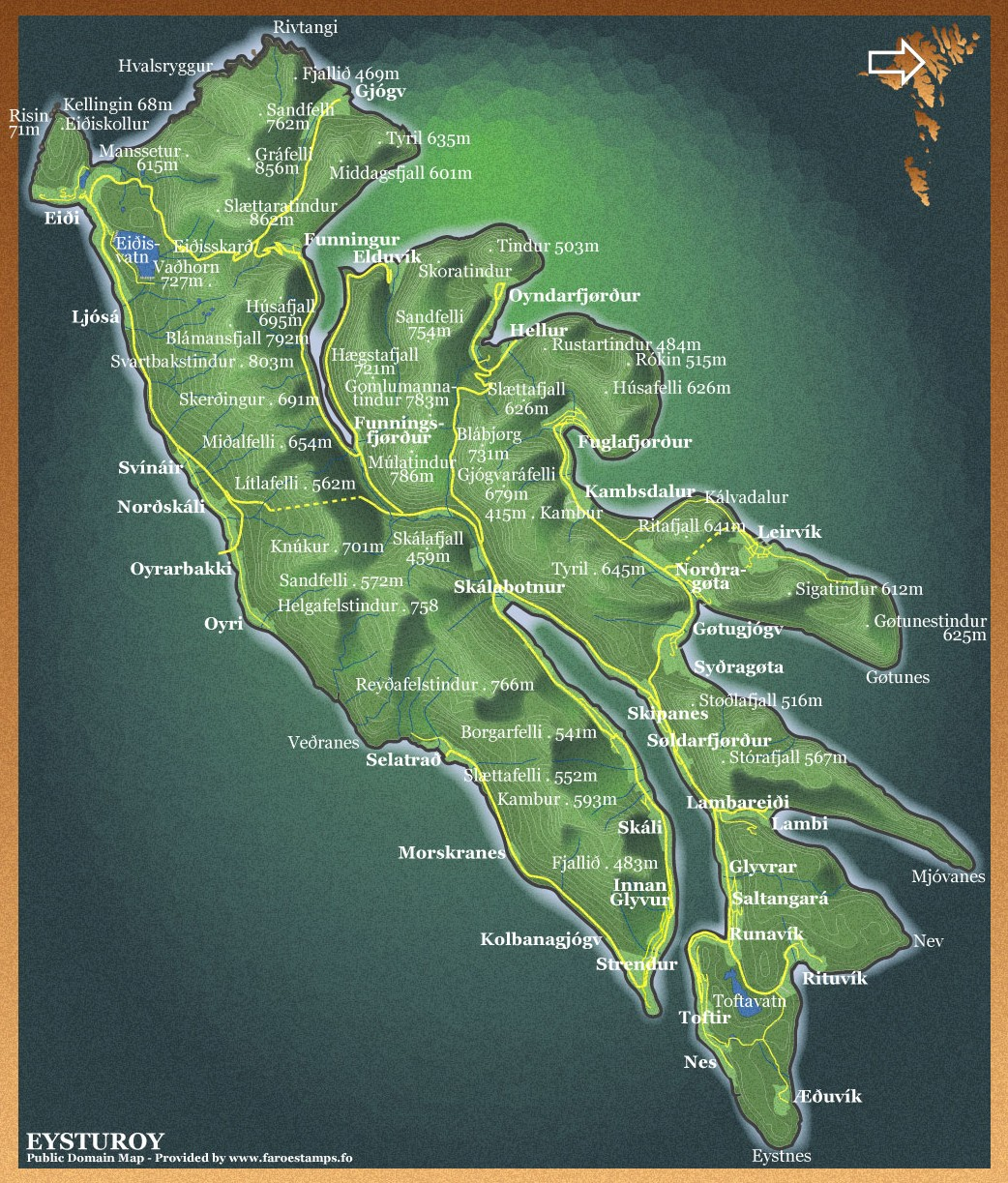
Isola di Eysturoy, mappa delle località e delle alture